# 万暦染付の花瓶に生けた花
『万暦染付の花瓶に生けた花』（蘭: Wan-Li-vaas met bloemen, 英: Flowers in a Wan-Li Vase）は、バロック期のフランドルの画家ヤン・ブリューゲルが1610年から1615年頃に制作した絵画である。油彩。主題は花瓶に生けられた花を描いた静物画（花卉画）である。現在はデン・ハーグのマウリッツハイス美術館に所蔵されている。また本作品とほぼ同じ制作年代のヴァリアントがマドリードのプラド美術館ほかに所蔵されている。

## 作品
ヤン・ブリューゲルは花瓶に12種類の花を活けて描いている。大輪の花を咲かせているのはピンクと白のバラ、そして白とピンクあるいは黄色が交じり合った美しいチューリップである。その合間にスイセンやワスレナグサといった小型の花や野草、ハーブが生けられている。
ヤン・ブリューゲルの花卉画は通常はサイズが大きく、ときには100種類以上もの花々を描き込む非常に豪華なものが多い。それに比べると12種類の草花を描いた本作品はシンプルかつ控え目である半面、描写はきわめて繊細である。使用している花瓶は中国の明の万暦年間に江西省景徳鎮で制作された染付である。17世紀のヨーロッパでは、中国から陶磁器が大量に輸入されて人気を博していた。絵画中の花瓶は正確にはケンディと呼ばれる水差しだが、ここでは花瓶として使用している。水差しの胴体には植物が描かれているほか、正面部分にバッタが描かれている。昆虫は他の場所にもいくつか描かれている。たとえば画面上部に見えるスイセンの花には小さな蝶が止まっている。また画面左の白いバラのつぼみには緑色のトンボが、テーブルの上にはテントウムシが描かれている。
ヤン・ブリューゲルは美しい花々と小さな昆虫を描くことで、生命が儚く無常であることを表現している。その中でも特に重要なものの1つは蝶である。蝶は古来より死者の魂を意味し、幼虫から蛹を経て美しい成虫となることから、キリスト教美術では人間の魂の復活を表した。ここではヤン・ブリューゲルはキリストの復活を象徴していると考えられる。

## 来歴
1930年、絵画はデン・ハーグの美術商 Galerie Internationale にあり、その後同市に住むクリスティアヌス・テオドルス・フランシスカス・サーコウ（Christianus Theodorus Franciscus Thurkow）夫妻の手に渡った。そして彼の未亡人L･サーコウ＝ファン・ユッフェル（L. Thurkow-van Huffel）の死後の1987年にマウリッツハイス美術館に遺贈された。

## ヴァリアント
本作品にはいくつかのヴァリアントが知られている。これらの作品は同じ万暦染付の水差しを、同じ角度から描き、花および昆虫の種類や位置にささやかな変更を加えている。1つはロンドンの美術商リチャード・グリーン（Richard Green）のバージョンで、1991年にニューヨークのサザビーズで息子ヤン・ブリューゲルによる複製として競売にかけられた。画面左下のテーブルの上にマウリッツハイス版と同じ白い花をつけた枝を描いている。デン・ハーグの個人コレクションのバージョンは、絵画に残されたメモによると1939年に入手したものらしく、少なくとも1950年以降所有者の一族が持ち続けていた。2005年にロンドンのサザビーズを通じて息子ヤン・ブリューゲルに帰属して売却された。現在は父ヤン・ブリューゲルに改められている。リチャード・グリーン版と同様に、画面左下にマウリッツハイス版と同じ白い花をつけた枝を描いている。サフォークのウィングフィールド城のバージョンは現在ドイツの個人コレクションに所属している。プラド美術館のバージョンは王室コレクションに由来している。またプラド美術館には制作年代が離れた同じ構図の作品が知られているが、そこではテーブルの上にクワの葉と青い実、蚕の幼虫、繭、蛹、成虫が描かれている。

## ギャラリー

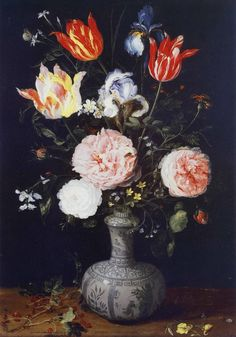
『テーブルの上の花瓶の花』1613年 シルヴァーノ・ロディ・ジュニア・ギャラリー（Galleria Silvano Lodi Jr.）所蔵
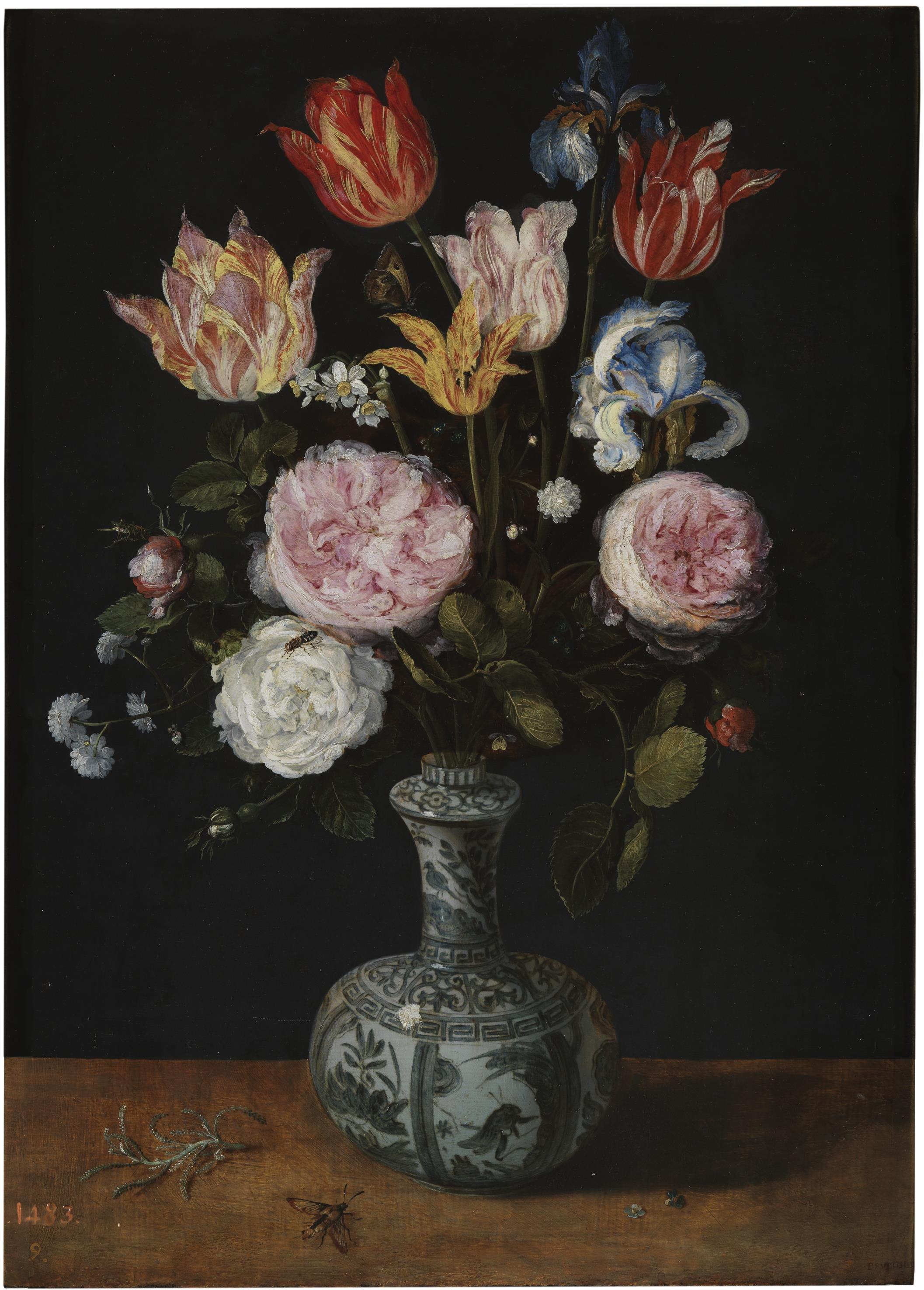
『花瓶の花』1609年-1615年頃 プラド美術館所蔵
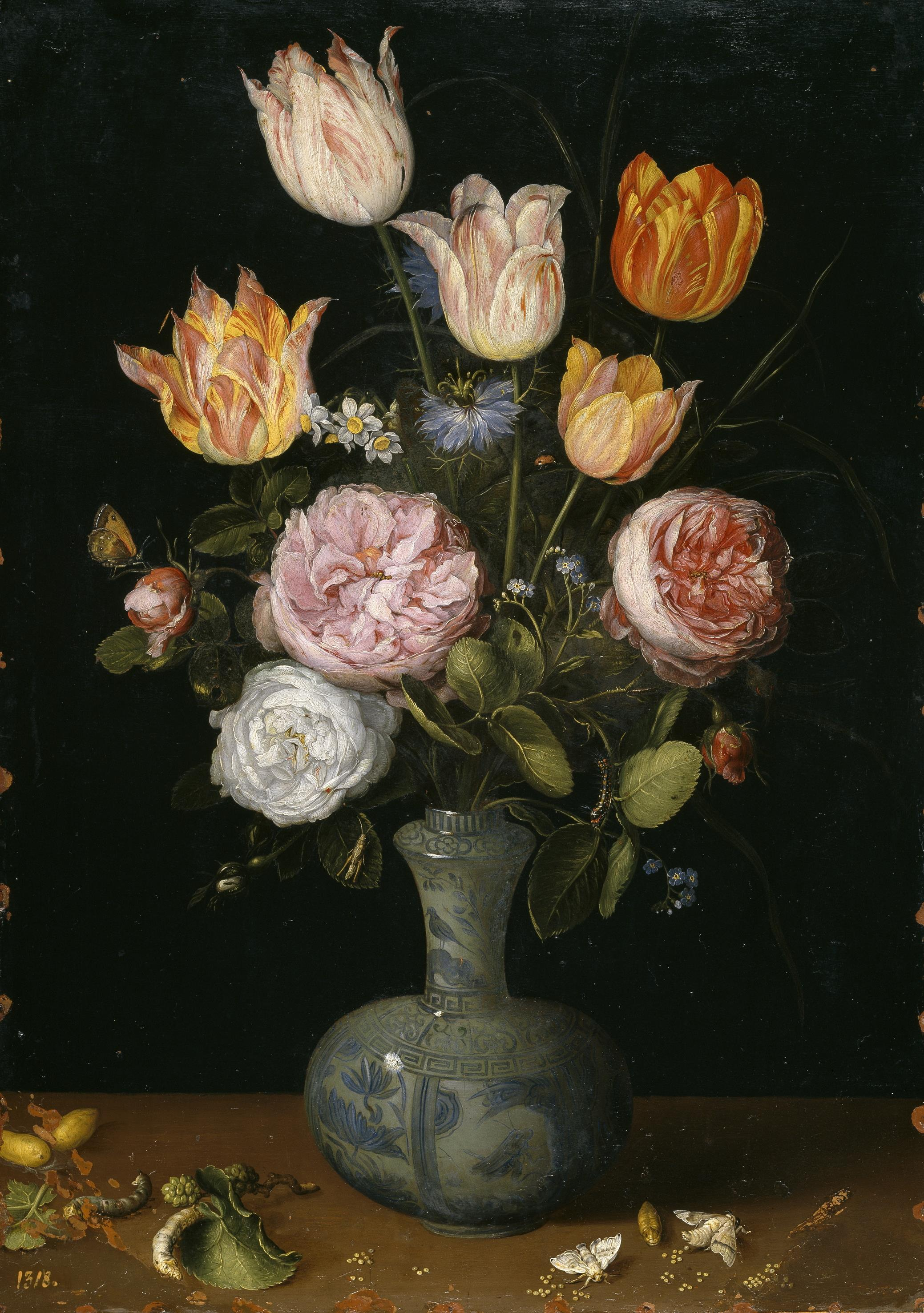
『花瓶の花』1600年-1625年頃 プラド美術館所蔵